# Dryxo india
Dryxo india är en tvåvingeart som beskrevs av Wayne N. Mathis och Tadeusz Zatwarnicki 2002. Dryxo india ingår i släktet Dryxo och familjen vattenflugor. Inga underarter finns listade i Catalogue of Life.